# Wuhne

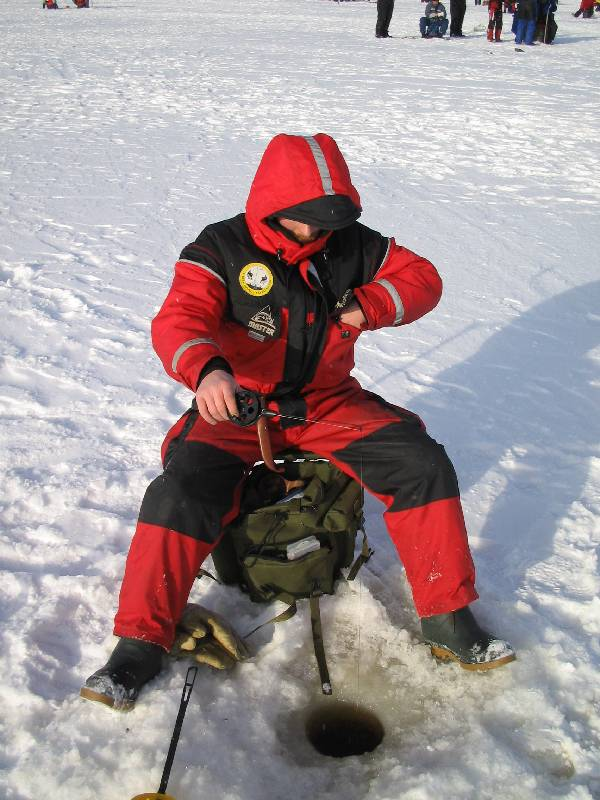
Eisfischer in Finnland an einer Wuhne

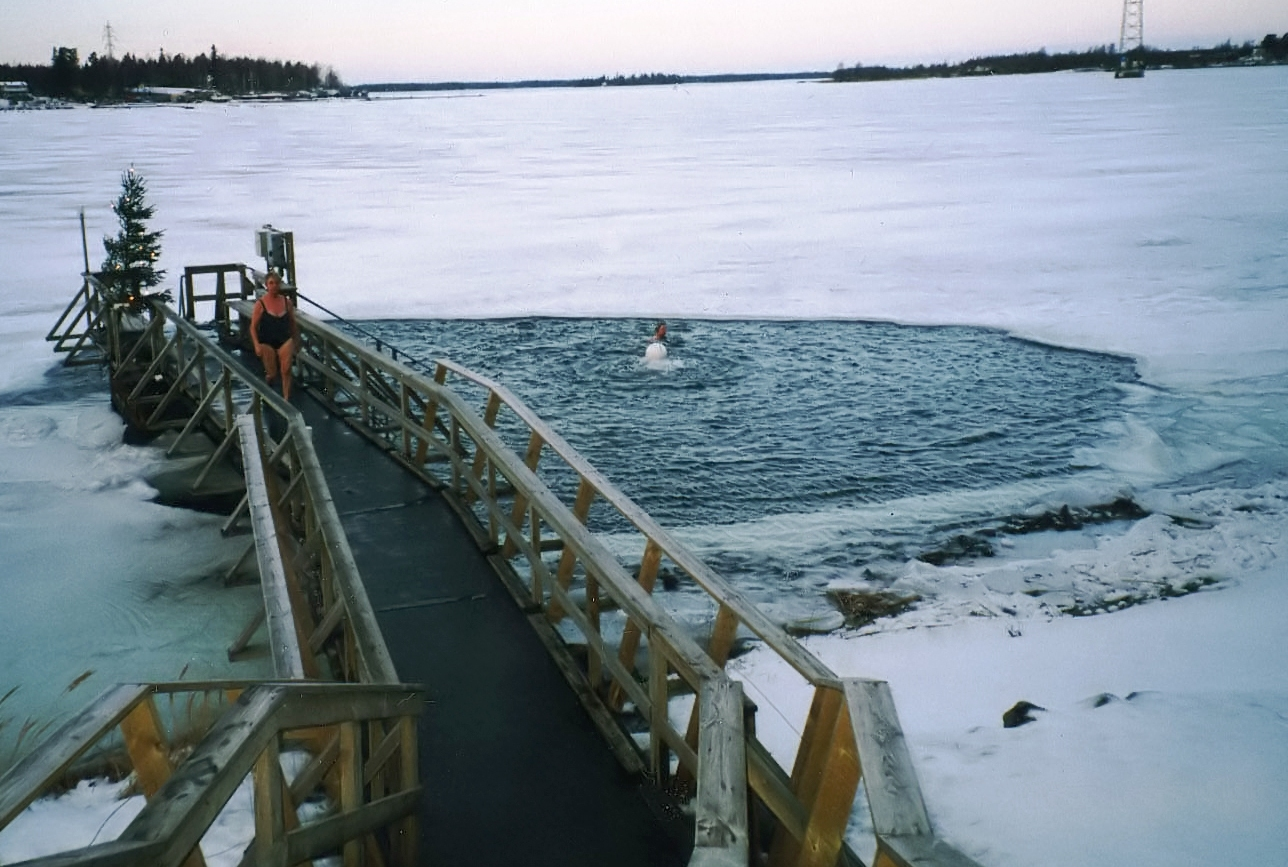
Wuhne zum Baden

Als Wuhne oder Wune, Wunne bezeichnet man ein ins Eis geschlagenes Loch – in der Regel, um daraus zu angeln oder um ein Einstiegsloch für Taucher zu erhalten. In Russland und Finnland werden Wuhnen traditionell auch für Eisschwimmer geschlagen.
Daneben wird auch eine Rinne, die rings um ein eingefrorenes Schiff ins Packeis geschlagen wird, damit dieses nicht vom Eis zerdrückt wird, als Wuhne bezeichnet.
Beim Zusammenziehen der gesamten Eisfläche in kalten Nächten während einer Seegfrörne des Bodensees bilden sich Spannungsrisse im Eis. Zwischen den getrennten Eisflächen ist der See offen. Diese oft kilometerlangen Risse werden Wunen (auch Wunnen) genannt.
Von Wuhnen zu unterscheiden sind Waken als natürliche Eislöcher. Der Hauptunterschied besteht in der Eisstärke der Lochränder: Während bei einer Wuhne die Eisränder genauso stark sind wie am Rest des Gewässers (so dass man sich z. B. durch Aufstützen selbst daraus befreien kann), sind die Eisränder von Waken deutlich dünner und in der Regel brüchig.